# Arbeidsdeskundige
Een arbeidsdeskundige stelt in Nederland vast in hoeverre iemand arbeid kan verrichten. Op basis hiervan wordt besloten of iemand, al dan niet gedeeltelijk, in dienst blijft en/of recht heeft op een WIA-uitkering, of een schadevergoeding van zijn arbeidsongeschiktheidsverzekering. Daarnaast werken arbeidsdeskundigen bij grote werkgevers, arbodiensten of als zelfstandige, om werkgever en werknemer te ondersteunen in de mogelijkheden van terugkeer naar het eigen of toetreding naar (ander) werk.

## Taken
De arbeidsdeskundige werkt bij zijn onderzoek meestal samen met een arts. Dat is meestal een bedrijfsarts, een verzekeringsarts of een medisch adviseur. Deze arts brengt de beperkingen en mogelijkheden in kaart via een zogeheten functionele mogelijkhedenlijst (FML). In de FML wordt bijvoorbeeld aangegeven hoeveel de werknemer of verzekerde kan tillen, hoe lang hij op een dag kan lopen of zitten, of hij zich kan concentreren en hoe lang. De arbeidsdeskundige past vervolgens aan de hand hiervan de arbeidsmogelijkheden toe op taken en verantwoordelijkheden; vervolgens naar werkzaamheden en handelingen die hierbij verricht moeten worden. Hiervoor gaat de arbeidsdeskundige in gesprek met de werknemer en diens werkgever of uitkeringsinstantie, en heeft overleg met de arts. De arbeidsdeskundige stelt uiteindelijk vast of iemand zijn eigen werk nog kan verrichten, eventueel met aanpassingen in de functie of met hulpmiddelen. En als dat niet het geval is, kan worden bepaald welke werkzaamheden diegene nog wel geacht wordt te kunnen verrichten, zodat er passend werk gezocht kan worden; al dan niet na omscholing.

## Opleiding
Er bestaan post-hbo-opleidingen tot arbeidsdeskundige. Werknemers van het UWV kunnen een interne opleiding volgen tot arbeidsdeskundige die zich onder andere bezighoudt met het vaststellen of mensen in aanmerking komen voor een WIA-uitkering. Daarnaast zijn er in Nederland nog vier opleidingen tot arbeidsdeskundige.
Na de opleiding kan een arbeidsdeskundige zich laten certificeren bij een door het Ministerie van Sociale Zaken en Werkgelegenheid aangewezen instelling. Dit kan wanneer hij twee jaar aantoonbare praktijkervaring heeft en minimaal een vierjarige hbo-opleiding in de sociale vakken. Een gecertificeerde arbeidsdeskundige kan zich laten inschrijven in het register voor arbeidsdeskundigen.
Het merendeel van de arbeidsdeskundigen in Nederland is aangesloten bij de Nederlandse Vereniging van Arbeidsdeskundigen (NVvA).